# Contemporary Records
Contemporary Records ist ein 1951 von Lester Koenig in Los Angeles gegründetes Jazz-Label, das sich insbesondere dem West Coast Jazz widmete. Koenig legte Wert auf sehr gute Aufnahmequalität (1956 stellte er deshalb den Aufnahmeingenieur Roy DuNann von Capitol Records ein). Zu den veröffentlichten Musikern gehörten die „Lighthouse All Stars“, Sonny Rollins (Way Out West (1957) und Sonny Rollins and the Contemporary Leaders, 1958), Ornette Coleman, die Curtis Counce Group (mit Harold Land, Jack Sheldon, Carl Perkins und Frank Butler), Art Pepper, Shelly Manne, Hampton Hawes, Barney Kessel, Leroy Vinnegar, Benny Golson, aber auch Musiker des Mainstream Jazz wie Benny Carter, Lionel Hampton, Ben Webster und André Previn. Mitte der 1960er-Jahre wurde es stiller um das Label; man veröffentlichte aber noch in den 1970er-Jahren z. B. Aufnahmen von Art Pepper aus dem Village Vanguard. 1977 starb der Gründer Lester Koenig. Das Label wurde 1984 vom Label Fantasy Records gekauft, das die meisten Titel neu bearbeitet wiederveröffentlichte (teilweise im Sub-Label Original Jazz Classics).